# 코드 페이지 437
코드 페이지 437(Code page 437)은 1981년쯤 쓰였던 IBM PC의 원래의 문자열 세트이다. 일반적으로 OEM 437로 부르며, DOS-US, OEM-US라고도 알려져 있다. 줄여서 CP437이라고도 한다.

## ASCII와 다른 점
ASCII를 기반으로 하고 있지만 약간의 수정 사항이 있다:
- C0 제어 범위(0x00-0x1F)가 그래픽 문자열에 매핑되어 있다.
- 높은 비트 범위 0x80-0xFF가 다양한 심볼 문자로 매핑되어 있다.

## 같이 보기
- ASCII
- 아스키 아트